# Операция Гладио
Операция Гладио (Operation Gladio – Операция „Гладиус“) е кодовото име на италианската тайна паравоенна организация на НАТО, замесена в терористични атаки под фалшив флаг като част от стратегията на напрежението от късните 1960-те до ранните 1980-те години. Подозирана за отговорна или поне замесена в провеждане на политически терор, атентати, политически убийства, преврати, оклеветяващи кампании и т.н. Започва в началото на Студената война със създаването на мрежа от т.нар. „действащи зад линиите“ (на английски: stay behind) нелегални формации, паралелни на официалните, предназначени да извършват диверсии и да действат със сила срещу вътрешните заплахи за интересите на Евро-Атлантизма. Съществуването на „Гладио“, отричано в продължение на десетилетия, днес официално е признато от правителствата на въвлечените западни страни. Структурата е осъдена и забранена от Европейския парламент през 1990 г.

## Структура
Създадена е през 1948 г. от ЦРУ и английското разузнаване МI-6, координирана от „Секретния комитет на Западния съюз“ (Clandestine Committee of the Western Union) станал с учредяването на НАТО през 1949 г. негова структура към „Секретния комитет за планиране“ (Clandestine Planning Committee – CPC), от 1951 под ръководството на „Главното командване на съюзните сили в Европа“ (Supreme Headquarters Allied Powers Europe – SHAPE) в Монс, Белгия, оглавяван от американски генерал и бази в САЩ и Великобритания където командосите от секретната подривна армия на НATO в Европа са обучавани заедно с американските „зелени барети“ и британските САС (Special Air Service). В Западна Европа са организирани 138 тайни подземни склада с боеприпаси. Агентите се рекрутират основно от личния състав на специалните военни части и тайните служби, но се работи и с такива от дясно екстремистки организации и лица с криминални и др. уличаващи ги досиета. Включени са най-малко 622 активни агента и общ ангажиран състав от над 15 000 души. Със съществуването на секретната силова мрежа са запознати само тесен кръг висши членове на правителствата и военно-политическият елит и десетилетия е опазвано в тайна от гражданите и парламентите на страните. Структурно `Гладио` представлява мрежа от отделни независими една от друга бойни клетки, за да не бъде унищожена цялата организация при провал в една от тях. Счита се, че 12 са групите за въоръжена борба, 10 – за саботажни действия и 6 – за шпионаж, пропаганда и тайно извеждане на хора от дадена зона. Координацията на операцията е извършвана от секретната комисия на НАТО, последното известно документирано заседание на която е проведено на 23 – 24 октомври 1990 в Брюксел.
Първоначално името е използвано след Втората Световна Война за мрежата организации по операцията в Италия, но по-късно се използва като име на цялата мрежа на операцията и създадените с нея паравоенни организации в Западна Европа – Белгия, Италия, Франция, Германия, Португалия, Дания, Холандия, Норвегия, Люксембург в Гърция и Турция, включително в неутрални страни като Испания, Австрия, Швеция, Швейцария и Финландия.

За причастни към Гладио са заподозрени (а и разследвани) лица и структури:
- в Италия – служители от италианското военно разузнаване SISMI, разузнаването SID, тайната масонска ложа Propaganda Due (Р-2), ковчежника ѝ ген. Сиро Розети (финансирал паралелни на официалните сили секретни групи за сигурност от цивилни въоръжени лица) и кръга на съоснователя ѝ индустриалеца Личо Джели с близките му Ватиканска банка, фалиралата Banco Ambrosiano и подозирания за връзки с мафията банкер и предприемач Микеле Синдона, крайно десните формации „Италианско социално движение“, „Нов ред“ и „Въоръжени революционни ядра“, обучения от „Гладио“ парашутист от военна база на НАТО на остров Сардиния Франческо Мара внедрен и станал значима фигура в крайнолявата групировка „Червени бригади“, припокриване на висшите функционери на Гладио с лица от групата военни „Роза на ветровете“, организирала опит за преврат в 1970 г. и т.н.,
- в Белгия – SDRA8, секретен отдел към военното разузнаване SGR на Кралството, т.нар. „Банда от Нювел – Брабант“, ултрадесните групировки Juene Europe, Westland New Post и хибридната маоистко-нацистка Parti Communautaire Europee,
- в Швейцария – тайната военна част П-26 и лица от служещи в разузнаването,
- във Франция – Plan Bleu, La Rose des Vents, and Arc-en-ciel и Organisation armée secrète – OAS,
- във ФРГ Организацията на ген.-майор Гелен (Gehlen Org) и Bund Deutscher Jugend – Technischer Dienst(TD BJD),

- в Австрия – OWSGV,
- в Холандия – I&O,
- в Норвегия – ROC,
- в Дания – Absalon,
- в Швеция – Informationsbyrån ('IB') и Aktions Gruppen Arla Gryning AGAG,
- във Финландия – Nihtilä-Haahti plan,
- в Португалия – Aginter,
- в Гърция – Lochos Oreinon Katadromon LOK и ЕИП (Гръцката разузнавателна служба)
- в Турция – хора от спецслужбите настоящата МИТ и предходната NSS (съществувала до 1966 г.), организациите: Ozel Harp Dairesi, ултрадясната нелегална армейско-полицейска организация Ергенекон (Ergenekon), Терористичната Сиви вълци,

и т.н.

## Значение
Бившият директор на ЦРУ Уилям Колби определя като „най-важна програма“ операцията „Гладио“, подозирана в тероризъм, политически убийства, изработване в рамките американския план Demagnetize на фалшива информация и „доказателства“ и налагане на обществено мнение, че извършените атентати са дело на „леви екстремисти“ свързани с Източна Европа и въвеждане от управляващия елит на „Стратегията на напрежението“ за манипулиране на общественото съзнание. Според показанията на принадлежащия към „Гладио“ Винченцо Винцигуера, осъден за бомбен атентат през 1972 г. в гр. Петеано, при който са убити двама карабинери, дадени в 1990 г. при разследването на тази секретна структура на НАТО:
| „ | „...Трябваше да атакуваме цивилни – мъже, жени, деца, невинни и непознати, все хора, които стоят встрани от политическата игра... Причината за това бе проста. Атентатите трябваше да накарат италианците сами да искат от държавата повече сигурност. Тази политическа логика е в основата и на всички тези атентати и кръвопролития, които в бъдеще ще останат неразследвани и за които няма да има осъдени, защото държавата не може да изрече присъда срещу самата себе си...“ | “ |

Съществуването на „Гладио“ официално е признато от правителствата на въвлечените западни страни, но правителството на САЩ отрича обвиненията срещу тези организации в тероризъм. Ролята на ЦРУ в операцията, поддръжката ѝ и съпричастността към политически терор са въпрос на сериозно обсъждане и тежки подозрения. Италия, Швейцария и Белгия провеждат парламентарно разследване по въпроса. Европейският парламент, въпреки силната съпротива на НАТО, през 1990 г. реши да разсекрети и разследва дейността на Гладио завършило с резолюция за ликвидиране на тези паравоенни структури. В нея се посочва, че: „от 40 години съществува нелегално паралелно разузнаване“ и „въоръжена организация с дейност в няколко държави членки на Общността“, които „са управлявани от тайните служби на държавите, в сътрудничество с НАТО и са били вън от всякакъв демократичен контрол“. Осъжда се „опасността, такава нелегална мрежа да може да се намесвала незаконно във вътрешните политически въпроси на държавите членки или все още може да го направи“, особено пред факта, че „в някои държави членки на военни тайни служби (или неконтролирани техни клонове) са били замесени в сериозни случаи на тероризъм и престъпност“ и Европарламентът постановява пълно разследване на характера, структурата, целите и всички други аспекти на тези тайни организации или всякакви тайни групи, използването им за незаконна намеса във вътрешните политически въпроси на съответните страни, на проблема с тероризма в Европа и възможни тайни на секретните служби на държавите членки или трети страни. Освен това резолюцията протестира „енергично поемането от американски военен персонал в Командването на НАТО на правото да създават и управляват тайно разузнаване и мрежата в Европа“, иска „държавите членки да премахнат всички нелегални военни и паравоенни мрежи и да съставят пълен списък на организации, работещи в тази област, и в същото време да следят връзките им със съответните държавни служби за разузнаване и техните връзки с терористични групи за действие и/или други незаконни практики, ако има такива“. Накрая Парламентът определя „компетентната си комисия, която да разгледа провеждане на заседание, за да се изясни ролята и въздействието на организация Гладио и други подобни органи“ и инструктира „своя председател да предаде настоящата резолюция на Комисията, Съвета, генералния секретар на НАТО, на правителствата на държавите членки и правителството на Съединените щати.“
Днес не е безспорно доказано дали дейността на секретната мрежа организации „Гладио“ е наистина преустановена с края на Студената война, нито каква е съдбата на нейните тайни складове с оръжие и на оперативните ѝ агенти.

## Аналогии в Северна и Южна Америка
Операции, подобни на Гладио и свързани с американските служби, са провеждани както следва:
- операция на ФБР „КОИНТЕЛПРО“ (на английски: Counter Intelligence Program) на територията на САЩ срещу антиправителствено настроени политически движения и дейци. ФБР е разследвано за незаконен политически терор.
- операция „КОНДОР“ на ЦРУ в Южна Америка с подкрепата на местни сили и правителства.

Изказвани са подозрения за аналогия с тайната мрежа Гладио и по отношение на:
- Атентатите от 11 септември 2001 г. Разследваните действия на ФБР в САЩ пораждат въпроси от страна на Движение за истината за 11 септември, свързани с Алтернативни теории за атентатите от 11 септември.
- на 13 декември в Лиеж Белгия със 122 ранени и 5 убити, същия ден във Флоренция – Италия с двама убити и един ранен и терористичния акт на Андеш Брейвик от 22 юли в Норвегия[9]
- проекта ИНДЕКТ за всеобщ мониторинг на гражданите в Европейския съюз[10][11]

## По-известни акции, приписвани на Гладио
- Военния преврат от в 1967 г., довел на власт в Гърция „Черните полковници“.[1]
- Опити за покушение срещу френския президент Шарл дьо Гол.[12]
- Четирите бомбени взрива през декември 1969 г. на пиаца Фонтана в Милано и в Рим (общо в Италия в такива атентати от 1969 до 1984 загиват над 200 души и ранените са над 600)
- Приписва се намеса на мрежата в убийството на Алдо Моро[13] сложило край на т.нар. „исторически компромис“ за поделяне на властта, сключен между Християндемократите и Комунистите в Италия.
- Атентатът на Октоберфест в Мюнхен в 1980 г. при който са убити 11 души[1]
- Атентатът на гарата в Болоня в август 1980 г., взел 85 жертви и над 200 ранени, официално приписан на леви екстремисти от „Червените бригади“.[2]
- Серия бомбени атаки в Белгия в периода 1982 – 1985 г. срещу магазини, ресторанти и полицейски части, при които са убити 28 и ранени 20 души.[12]
- Атаки срещу кюрдски активисти в Турция и Европа.[2]
- Атентата срещу папа Йоан Павел ІІ на пл. Св. Петър в Рим на 13 май 1981 г.[2]